# Dworek przy ul. Zamoyskiego 12 w Krakowie
Dworek przy ul. Zamoyskiego 12 – zabytkowy budynek znajdujący się w Krakowie, w dzielnicy XIII przy ul. Jana Zamoyskiego, w Podgórzu.
Zbudowano go w końcu XVIII wieku.
Do lat 70. XX wieku należał do rodziny Michalików.
Następnie sprzedany przez Stanisława Michalika rodzinie prof. Wiktora Zina.